# 金合欢属植物与蚂蚁的共生
金合欢属植物与蚂蚁的共生是亲蚁的金合欢属植物（称为蚁金合欢）与在其树上居住的蚂蚁（称为金合欢蚁）之间的共生关系。蚁金合欢分布于非洲和中美洲，它们不仅为金合欢蚁提供食物（蜜或贝尔特体），而且其托叶刺膨大如虫瘿，专性金合欢蚁就住在这些虫瘿状的虫室中。作为回报，互利的专性金合欢蚁会积极进攻来犯的植食性动物。不过，也有非互利的专性金合欢蚁，它们尸位素餐，不为蚁金合欢提供有效的保护。兼性金合欢蚁也大多是非互利的，但与专性金合欢蚁不同，它们往往不占用瘿状虫室，而是巢居于树干、树枝上。

## 非洲

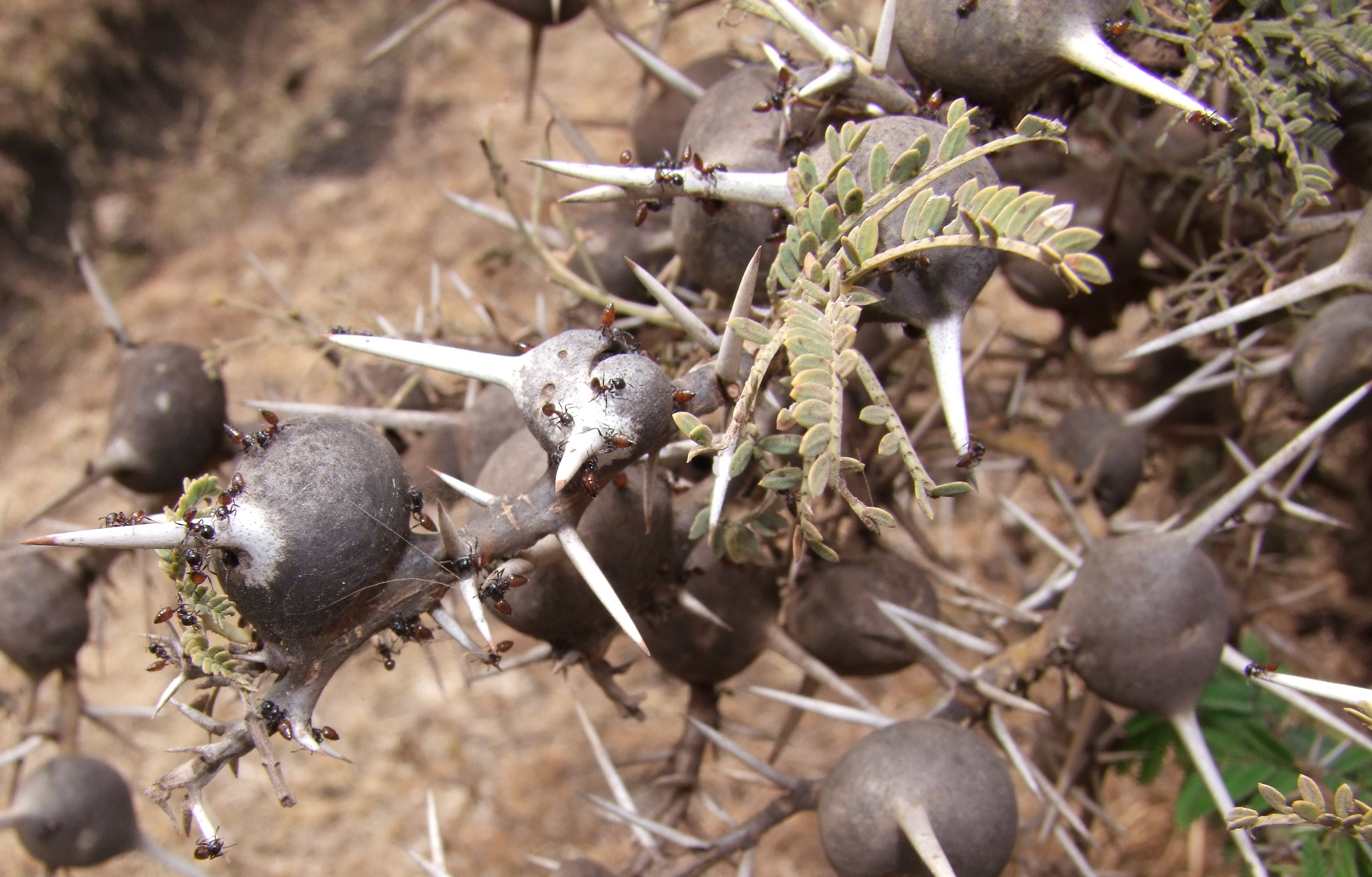
黑头举腹蚁居住在镰荚金合欢的瘿状虫室中

镰荚金合欢是东非最常见的蚁金合欢，有四种金合欢蚁与之有共生关系，其中金合欢举腹蚁、黑头举腹蚁、彭氏细长蚁是互利专性金合欢蚁，而舍氏举腹蚁是兼性金合欢蚁。
基戈马金合欢、斑瘿金合欢、白瘿金合欢、高大金合欢、耳荚金合欢、红皮金合欢、瘿钩金合欢、软头金合欢、姆布卢金合欢、亲蚁金合欢、蚁瘿金合欢、瘿刺狭果金合欢、桑给巴尔金合欢都有瘿状虫室， 但与它们共生的金合欢蚁种类还有待研究。

## 中美洲

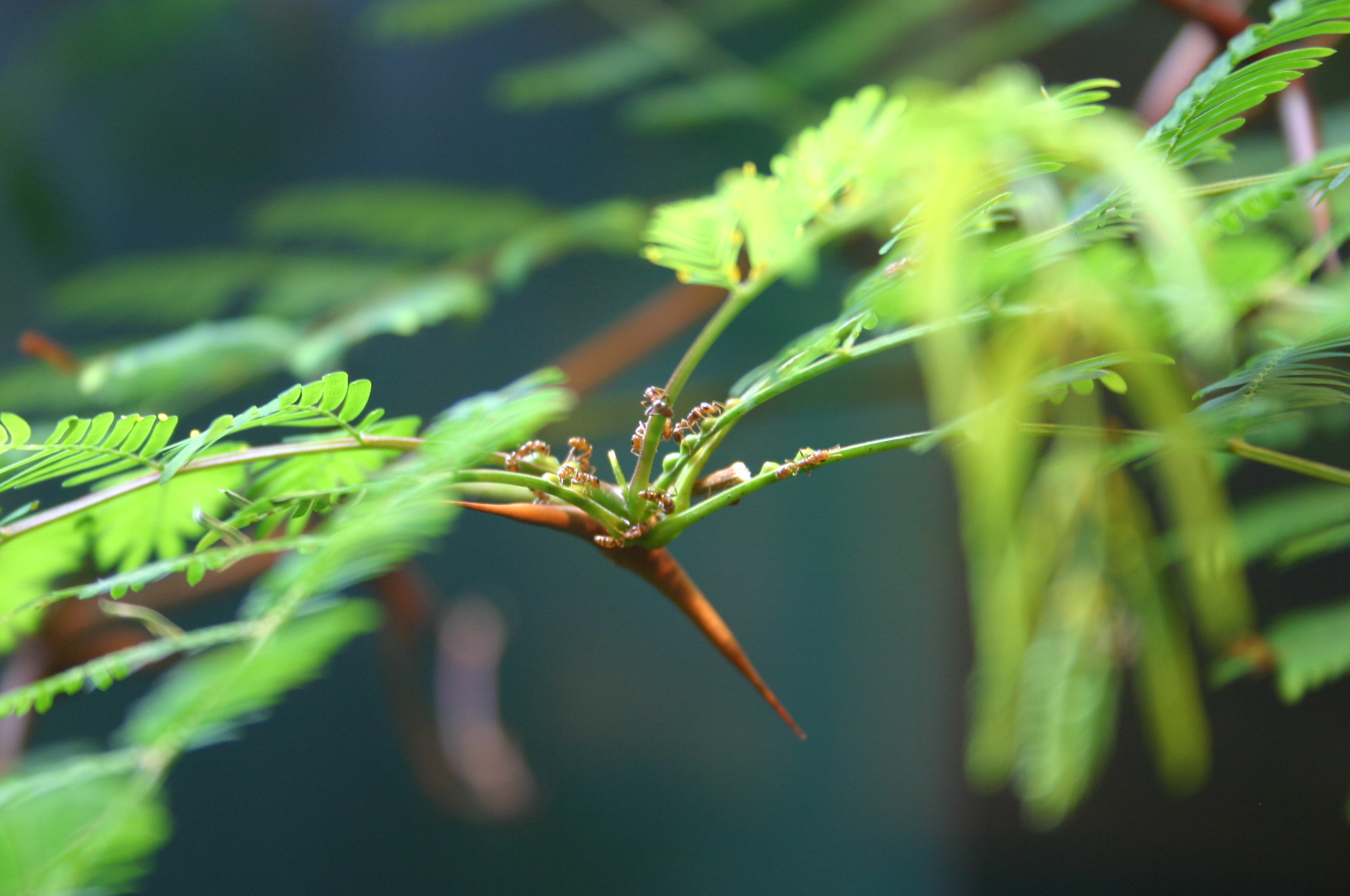
牛角金合欢蚁取食牛角金合欢（或短序牛角金合欢）叶柄蜜腺分泌的蜜

以下是中美洲的10种互利专性金合欢蚁及其共生的蚁金合欢：
- 牛角金合欢蚁：拟黑牛角金合欢（英语：Vachellia cornigera）、恰帕斯金合欢（英语：Vachellia chiapensis）、圆腺牛角金合欢（英语：Vachellia collinsii）、牛角金合欢（英语：Vachellia cornigera）、歪牛角金合欢（英语：Vachellia cookii）、细牛角金合欢（英语：Vachellia gentlei）、球序牛角金合欢（英语：Vachellia globulifera）、扁牛角金合欢（英语：Vachellia hindsii）、小歪牛角金合欢（英语：Vachellia janzenii）、玛雅金合欢（英语：Vachellia mayana）、短序牛角金合欢（英语：Vachellia sphaerocephala）
- Pseudomyrmex flavicornis and Pseudomyrmex nigrocinctus：圆腺牛角金合欢、牛角金合欢、扁牛角金合欢
- Pseudomyrmex janzeni：扁牛角金合欢
- Pseudomyrmex mixtecus、Pseudomyrmex veneficus: 圆腺牛角金合欢、扁牛角金合欢
- Pseudomyrmex particeps：拟黑牛角金合欢
- Pseudomyrmex peperi:：恰帕斯金合欢、圆腺牛角金合欢、牛角金合欢、细牛角金合欢、球序牛角金合欢、扁牛角金合欢
- Pseudomyrmex satanicus：黑牛角金合欢（英语：Vachellia melanoceras）
- Pseudomyrmex spinicola：拟黑牛角金合欢、圆腺牛角金合欢、牛角金合欢（

非互利或弱互利的专性金合欢蚁包括Pseudomyrmex nigropilosus、Pseudomyrmex simulans、Pseudomyrmex subtilissimus。
兼性金合欢蚁包括Pseudomyrmex boopis、Pseudomyrmex gracilis、Pseudomyrmex hesperius、Pseudomyrmex ita、Pseudomyrmex kuenckeli、Pseudomyrmex opaciceps以及举腹蚁属、弓背蚁属的某些物种.
中美洲某些蚁金合欢对这种共生关系的依赖性不强，常常没有金合欢蚁共生，也不会因此而更容易遭受植食性动物的破坏，如歪牛角金合欢、 球序牛角金合欢、杯腺牛角金合欢。